# FC Stade Nyonnais
FC Stade Nyonnais – szwajcarski klub piłkarski z siedzibą w Nyonie w kantonie Vaud. Został założony 29 października 1905. Od sezonu 2023/2024 występuje w Swiss Challenge League. Mecze domowe rozgrywa na stadionie Centre sportif de Colovray, który ma pojemność 7200 widzów.